# マーク・ラファロ
マーク・アラン・ラファロ（Mark Alan Ruffalo, 1967年11月22日 - ）は、アメリカ合衆国の俳優。

## 生い立ち
ウィスコンシン州ケノーシャにて、イタリア人とフランス系カナダ人の血を引く両親の間に生まれる。父親は建設塗装工、母親は美容師。3人の兄妹（タニア、ニコール、スコット）がいる。

## キャリア
高校生で俳優への道を志望。9年間、バーテンダーとして生活をしながら、ロサンジェルスのステラ・アドラー・コンサヴァトリーで演劇活動を行う。舞台で活躍していたが、2000年の『ユー・キャン・カウント・オン・ミー』でローラ・リニーの弟を演じて注目され、モントリオール世界映画祭男優賞とロサンゼルス映画批評家協会賞ニュー・ジェネレーション賞を受賞。
その後マイケル・マン監督の『コラテラル』、デヴィッド・フィンチャーの『ゾディアック』、フェルナンド・メイレレスの『ブラインドネス』、マーティン・スコセッシの『シャッター アイランド』など多くの話題作に出演している。
2006年、舞台『Awake and Sing!』でトニー賞にノミネートされた。
2010年、映画『キッズ・オールライト』でニューヨーク映画批評家協会賞助演男優賞を受賞し、自身初のアカデミー助演男優賞にもノミネートされた。

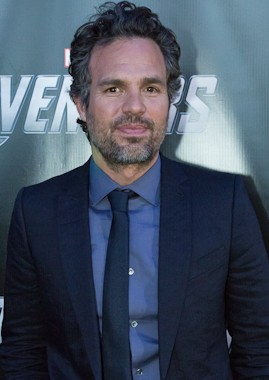
2012年、『アベンジャーズ』のトロントプレミアにて

2012年の『アベンジャーズ』ではアメコミのヒーローの1人・ハルクに抜擢され、その演技力を絶賛されており、前任のエリック・バナやエドワード・ノートンを超えたとまで評価された。
2014年の『フォックスキャッチャー』と2015年の『スポットライト 世紀のスクープ』でもアカデミー助演男優賞にノミネート。

## 私生活
2000年にフランス系アメリカ人女優のサンライズ・コイグニーと結婚。2001年には長男（キーン）、2005年に長女（ベラ）、2007年に次女（オデット）が誕生。
2002年には聴神経腫瘍と診断され手術した（良性腫瘍）。このため、出演予定だった映画『サイン』を降板している。顔の一部の麻痺はその後、回復したが、左耳の聴力を失った。
2008年、美容師をしていた弟スコットが頭部を撃たれた状態で発見された。当初は友人とロシアンルーレットをしていた最中の事故と報じられたが、その後、第三者が引き金を引いた殺人事件として捜査された。2020年のインタビューの時点では、この事件は未だ未解決だと語っている。この事件後、ラファロはアメリカの銃規制問題に熱心に参加している。

## フィルモグラフィ
※役名の太字表記は主演。

### 長編映画

#### 劇場公開映画
| 年   | 題名                                                                        | 役名                      | 備考                                | 吹き替え                                      |
| ---- | --------------------------------------------------------------------------- | ------------------------- | ----------------------------------- | --------------------------------------------- |
| 1994 | ダーク・ミラー/悪魔の囁き Mirror, Mirror II: Raven Dance                    | クリスチャン              |                                     | N/A                                           |
| 1995 | ミラー・ミラーⅢ:ザ・ボーヤー Mirror, Mirror III: The Voyeur                 | ジョーイ                  | N/A                                 |                                               |
| 1996 | デンティスト The Dentist                                                    | スティーヴ・ランダーズ    | 日本劇場未公開                      |                                               |
| 1998 | セーフ・メーン Safe Men                                                     | フランク                  | 日本劇場未公開                      |                                               |
| 1998 | 54 フィフティ★フォー 54                                                     | リコ                      |                                     | 永野広一（ソフト版） 影平隆一（Netflix版）    |
| 1999 | 楽園をください Ride with the Devil                                          | アルフ・ボーデン          | 別題『シビル・ガン 楽園をください』 | 不明                                          |
| 2000 | ユー・キャン・カウント・オン・ミー You Can Count on Me                      | テリー・プレスコット      |                                     | 猪野学（ソフト版）                            |
| 2000 | ノンストップ・ガール Committed                                              | T-Bo                      | 浜田賢二                            |                                               |
| 2001 | ラスト・キャッスル The Last Castle                                          | イエーツ                  | 咲野俊介                            |                                               |
| 2001 | アパートメント12 Life/Drawing                                               | アレックス                | 日本劇場未公開                      |                                               |
| 2002 | ウインドトーカーズ Windtalkers                                              | パパス                    |                                     | 江原正士（ソフト版） 田中正彦（テレビ朝日版） |
| 2003 | ハッピー・フライト View from the Top                                        | テッド・スチュワート      | 郷田ほづみ                          |                                               |
| 2003 | イン・ザ・カット In the Cut                                                 | ジョヴァンニ・A・マロイ   | 原康義                              |                                               |
| 2003 | 死ぬまでにしたい10のこと My Life Without Me                                 | リー                      | 山路和弘                            |                                               |
| 2004 | 夫以外の選択肢 We Don't Live Here Anymore                                   | ジャック                  | 兼製作 日本劇場未公開               | （吹き替え版なし）                            |
| 2004 | エターナル・サンシャイン Eternal Sunshine of the Spotless Mind'             | スタン                    |                                     | 川島得愛                                      |
| 2004 | 13 ラブ 30 サーティン・ラブ・サーティ 13 Going on 30                        | マット                    | 日本劇場未公開                      | 関俊彦                                        |
| 2004 | コラテラル Collateral                                                       | レイ・ファニング          |                                     | 山路和弘                                      |
| 2005 | 迷い婚 -すべての迷える女性たちへ- Rumor Has It...                           | ジェフ                    | 森田順平                            |                                               |
| 2005 | 恋人はゴースト Just Like Heaven                                             | デヴィッド                | 日本劇場未公開                      | 木下浩之（ソフト版）                          |
| 2006 | オール・ザ・キングスメン All the King's Men                                 | アダム・スタントン        |                                     | 佐久田修                                      |
| 2007 | ゾディアック Zodiac                                                         | デイブ・トースキー捜査官  | 志村知幸                            |                                               |
| 2007 | 帰らない日々 Reservation Road                                               | ドワイト・アルノー        | 井上和彦                            |                                               |
| 2008 | ブラインドネス Blindness                                                    | 眼科医                    | てらそままさき                      |                                               |
| 2008 | クロッシング・デイ What Doesn't Kill You                                    | ブライアン                | 菊池康弘                            |                                               |
| 2009 | ブラザーズ・ブルーム The Brothers Bloom                                     | スティーブン              | 松山鷹志                            |                                               |
| 2009 | かいじゅうたちのいるところ Where the Wild Things Are                        | ママの恋人                | 村治学                              |                                               |
| 2010 | シンパシー・フォー・デリシャス Sympathy for Delicious                       | 神父ジョー                | 兼監督・製作                        | 不明                                          |
| 2010 | キッズ・オールライト The Kids Are All Right                                 | ポール                    |                                     | （吹き替え版なし）                            |
| 2010 | シャッター アイランド Shutter Island                                        | チャック・オール          | 志村知幸                            |                                               |
| 2010 | デート & ナイト Date Night                                                  | ブラッド・サリバン        | 日本劇場未公開                      | 遠藤大智（ソフト版）                          |
| 2011 | マーガレット Margaret                                                       | ジェラルド・マレッティ    | 日本劇場未公開                      | （吹き替え版なし）                            |
| 2012 | アベンジャーズ The Avengers                                                 | ブルース・バナー / ハルク |                                     | 宮内敦士                                      |
| 2012 | 恋人はセックス依存症 Thanks for Sharing                                     | アダム                    | 日本劇場未公開                      | 不明                                          |
| 2013 | アイアンマン3 Iron Man 3                                                    | ブルース・バナー          | クレジットなし                      | 宮内敦士                                      |
| 2013 | グランド・イリュージョン Now You See Me                                     | ディラン・ローズ          |                                     | 宮内敦士                                      |
| 2013 | はじまりのうた Begin Again                                                  | ダン                      | 堀内賢雄                            |                                               |
| 2014 | それでも、やっぱりパパが好き! Infinitely Polar Bear                         | キャム・スチュアート      | 兼製作総指揮 日本劇場未公開         | 落合弘治                                      |
| 2014 | フォックスキャッチャー Foxcatcher                                           | デイヴ・シュルツ          |                                     | 樫井笙人                                      |
| 2015 | アベンジャーズ/エイジ・オブ・ウルトロン Avengers: Age of Ultron             | ブルース・バナー / ハルク | 宮内敦士                            |                                               |
| 2015 | スポットライト 世紀のスクープ Spotlight                                     | マイク・レゼンデス        | 宮内敦士                            |                                               |
| 2016 | グランド・イリュージョン 見破られたトリック Now You See Me 2                | ディラン・ローズ          | 宮内敦士                            |                                               |
| 2017 | Anything                                                                    | N/A                       | 製作総指揮                          | N/A                                           |
| 2017 | マイティ・ソー バトルロイヤル Thor: Ragnarok                                | ブルース・バナー / ハルク |                                     | 宮内敦士                                      |
| 2018 | アベンジャーズ/インフィニティ・ウォー Avengers: Infinity War                | ブルース・バナー / ハルク |                                     | 宮内敦士                                      |
| 2019 | キャプテン・マーベル Captain Marvel                                         | ブルース・バナー          | カメオ出演（クレジットなし）        | 宮内敦士                                      |
| 2019 | アベンジャーズ/エンドゲーム Avengers: Endgame                               | ブルース・バナー / ハルク |                                     | 宮内敦士                                      |
| 2019 | ダーク・ウォーターズ 巨大企業が恐れた男 Dark Warters                        | ロバート・ビロット        | 兼製作                              | （吹き替え版なし）                            |
| 2021 | シャン・チー/テン・リングスの伝説 Shang-Chi and the Legend of the Ten Rings | ブルース・バナー          | カメオ出演（クレジットなし）        | 宮内敦士                                      |
| 2022 | アダム&アダム The Adam Project                                              | ルイス・リード            |                                     | 宮内敦士                                      |
| 2023 | 哀れなるものたち Poor Things                                                | ダンカン・ウェダバーン    | （吹き替え版なし）                  |                                               |
| 2025 | ミッキー17 Mickey 17                                                        | ケネス・マーシャル        | 山路和弘                            |                                               |
| 2025 | Now You See Me 3                                                            | ディラン・ローズ          |                                     |                                               |
| 2026 | Crime 101                                                                   | Detective Lou Lubesnick   |                                     |                                               |
| 2026 | スパイダーマン:ブランド・ニュー・デイ Spider-Man: Brand New Day             | ブルース・バナー / ハルク |                                     |                                               |

#### テレビ映画
| 年   | 題名                                                                | 役名               | 備考          |
| ---- | ------------------------------------------------------------------- | ------------------ | ------------- |
| 1997 | クリスマスの2日目/プレゼントは期限つき? On the 2nd Day of Christmas | バート             |               |
| 1998 | フーディーニ/天才魔術師の生涯 Houdini                               | テオ               |               |
| 2014 | ノーマル・ハート The Normal Heart                                   | ネッド・ウィークス | 兼 製作総指揮 |

### 短編映画
| 年   | 題名        | 役名   |
| ---- | ----------- | ------ |
| 1992 | Rough Trade | ハンク |

### テレビシリーズ

#### テレビドラマ
| 年   | 題名                                                                               | 役名                                  | 備考                                        | 吹き替え     |
| ---- | ---------------------------------------------------------------------------------- | ------------------------------------- | ------------------------------------------- | ------------ |
| 1989 | CBS Summer Playhouse                                                               | Michael Dunne                         | 第3シーズン第6話「American Nuclear」        | N/A          |
| 1994 | 騎馬警官 Due South                                                                 | Vinnie Webber                         | 第1シーズン「A Cop, a Mountie, and a Baby」 |              |
| 2000 | The Beat                                                                           | Zane Marinelli                        | 計8話出演                                   | N/A          |
| 2011 | セサミストリート Sesame Street                                                     | 本人                                  | 計1話出演                                   | (吹替版なし) |
| 2020 | ある家族の肖像/アイ・ノウ・ディス・マッチ・イズ・トゥルー I Know This Much Is True | ドミニク・バージー トーマス・バージー | 計6話出演 兼製作総指揮                      | (吹替版なし) |
| 2025 | Task                                                                               | トム                                  | 兼製作総指揮                                | (吹替版なし) |
| TBA  | Hal & Harper                                                                       | TBA                                   |                                             | (吹替版なし) |

#### WEB配信ドラマ
| 年   | 題名                                                  | 役名                      | 配信局  | 備考               | 吹替         |
| ---- | ----------------------------------------------------- | ------------------------- | ------- | ------------------ | ------------ |
| 2022 | シー・ハルク:ザ・アトーニー She-Hulk: Attorney at Law | ブルース・バナー / ハルク | Disney+ |                    | 宮内敦士     |
| 2023 | すべての見えない光 All the Light We Cannot See        | ダニエル・ルブラン        | Netflix | リミテッドシリーズ | (吹替版なし) |

#### WEB配信アニメ
| 年   | 題名                           | 役名                      | 配信局  | 備考     | 吹替     |
| ---- | ------------------------------ | ------------------------- | ------- | -------- | -------- |
| 2021 | ホワット・イフ...? What If...? | ブルース・バナー / ハルク | Disney+ | 声の出演 | 宮内敦士 |

## 受賞とノミネート

### 映画
| 年   | 候補作                                 | 賞名                               | 部門                        | 結果       |
| ---- | -------------------------------------- | ---------------------------------- | --------------------------- | ---------- |
| 2000 | 『ユー・キャン・カウント・オン・ミー』 | モントリオール世界映画祭           | 男優賞                      | 受賞       |
| 2000 | 『ユー・キャン・カウント・オン・ミー』 | ロサンゼルス映画批評家協会賞       | ニュー・ジェネレーション賞  | 受賞       |
| 2010 | 『キッズ・オールライト』               | ニューヨーク映画批評家協会賞       | 助演男優賞                  | 受賞       |
| 2010 | 『キッズ・オールライト』               | アカデミー賞                       | 助演男優賞                  | ノミネート |
| 2010 | 『キッズ・オールライト』               | 英国アカデミー賞                   | 助演男優賞                  | ノミネート |
| 2010 | 『キッズ・オールライト』               | 全米映画俳優組合賞                 | 助演男優賞                  | ノミネート |
| 2010 | 『キッズ・オールライト』               | クリティクス・チョイス・アワード   | 助演男優賞                  | ノミネート |
| 2010 | 『キッズ・オールライト』               | インディペンデント・スピリット賞   | 助演男優賞                  | ノミネート |
| 2014 | 『フォックスキャッチャー』             | サンディエゴ映画批評家協会賞       | 助演男優賞                  | 受賞       |
| 2014 | 『フォックスキャッチャー』             | アカデミー賞                       | 助演男優賞                  | ノミネート |
| 2014 | 『フォックスキャッチャー』             | 英国アカデミー賞                   | 助演男優賞                  | ノミネート |
| 2014 | 『フォックスキャッチャー』             | ゴールデングローブ賞               | 助演男優賞                  | ノミネート |
| 2014 | 『フォックスキャッチャー』             | 全米映画俳優組合賞                 | 助演男優賞                  | ノミネート |
| 2014 | 『フォックスキャッチャー』             | クリティクス・チョイス・アワード   | 助演男優賞                  | ノミネート |
| 2014 | 『ノーマル・ハート』                   | エミー賞                           | 作品賞 (テレビ映画部門)     | 受賞       |
| 2014 | 『ノーマル・ハート』                   | エミー賞                           | 主演男優賞 (テレビ映画部門) | ノミネート |
| 2014 | 『ノーマル・ハート』                   | サテライト賞                       | 主演男優賞 (テレビ映画部門) | 受賞       |
| 2014 | 『ノーマル・ハート』                   | オンライン映画＆テレビジョン協会賞 | 主演男優賞 (テレビ映画部門) | 受賞       |
| 2014 | 『ノーマル・ハート』                   | ゴールデングローブ賞               | 男優賞 (テレビ映画部門)     | ノミネート |
| 2014 | 『ノーマル・ハート』                   | 全米映画俳優組合賞                 | 男優賞 (テレビ映画部門)     | ノミネート |
| 2015 | 『スポットライト 世紀のスクープ』      | アイオワ映画批評家協会賞           | 助演男優賞                  | 受賞       |
| 2015 | 『スポットライト 世紀のスクープ』      | インディアナ映画ジャーナリスト賞   | 助演男優賞                  | 受賞       |
| 2015 | 『スポットライト 世紀のスクープ』      | ノースカロライナ映画批評家協会賞   | 助演男優賞                  | 受賞       |
| 2015 | 『スポットライト 世紀のスクープ』      | アカデミー賞                       | 助演男優賞                  | ノミネート |
| 2015 | 『スポットライト 世紀のスクープ』      | 英国アカデミー賞                   | 助演男優賞                  | ノミネート |
| 2015 | 『スポットライト 世紀のスクープ』      | クリティクス・チョイス・アワード   | 助演男優賞                  | ノミネート |

### テレビドラマ
| 年   | 候補作                                                        | 賞名                     | 部門                          | 結果 |
| ---- | ------------------------------------------------------------- | ------------------------ | ----------------------------- | ---- |
| 2020 | 『ある家族の肖像/アイ・ノウ・ディス・マッチ・イズ・トゥルー』 | プライムタイム・エミー賞 | 主演男優賞 (ミニシリーズ部門) | 受賞 |
| 2020 | 『ある家族の肖像/アイ・ノウ・ディス・マッチ・イズ・トゥルー』 | ゴールデングローブ賞     | 主演男優賞 (ミニシリーズ部門) | 受賞 |

## 日本語吹き替え
当初は作品ごとに異なる声優が声を充てていたが、『アベンジャーズ』で宮内敦士が起用されて以降は、宮内が声を充てる作品が多くなっている。